# María del Palatinado

María del Palatinado (en sueco, Maria av Pfalz; Heidelberg, 24 de julio de 1561-Eskilstuna, 29 de julio de 1589) fue una noble alemana, princesa de Suecia y duquesa de Södermanland como la primera esposa del duque Carlos de Södermanland (el futuro Carlos IX de Suecia). Era hija del príncipe elector Luis VI del Palatinado y de Isabel de Hesse, hija del landgrave Felipe I el Magnánimo y de su esposa, Cristina de Sajonia.

## Matrimonio e hijos
Durante una visita a la corte del elector palatino en 1578, el duque Carlos de Södermanland (posteriormente Carlos IX de Suecia) pidió oficialmente la mano de María. El casamiento se celebró en Heidelberg el 11 de mayo de 1579. María dio el nombre a la ciudad sueca Mariestad.
María era de constitución débil y su salud fue siempre frágil. Tuvo seis hijos, cinco de los cuales murieron tempranamente:
1. Margarita Isabel (1580-1585).
2. Isabel Sabina (1582-1585).
3. Luis (1583-1583).
4. Catalina (1584-1638), casada con el conde palatino y duque Juan Casimiro de Zweibrücken.
5. Gustavo (1587-1587).
6. María (1588-1589).

La duquesa falleció en el castillo de Eskilstuna el 29 de julio de 1589. Fue sepultada en la Catedral de Strängnäs.
- Datos: Q61475
- Multimedia: Anna Maria of Palatinate-Simmern / Q61475